# L'oca del Cairo

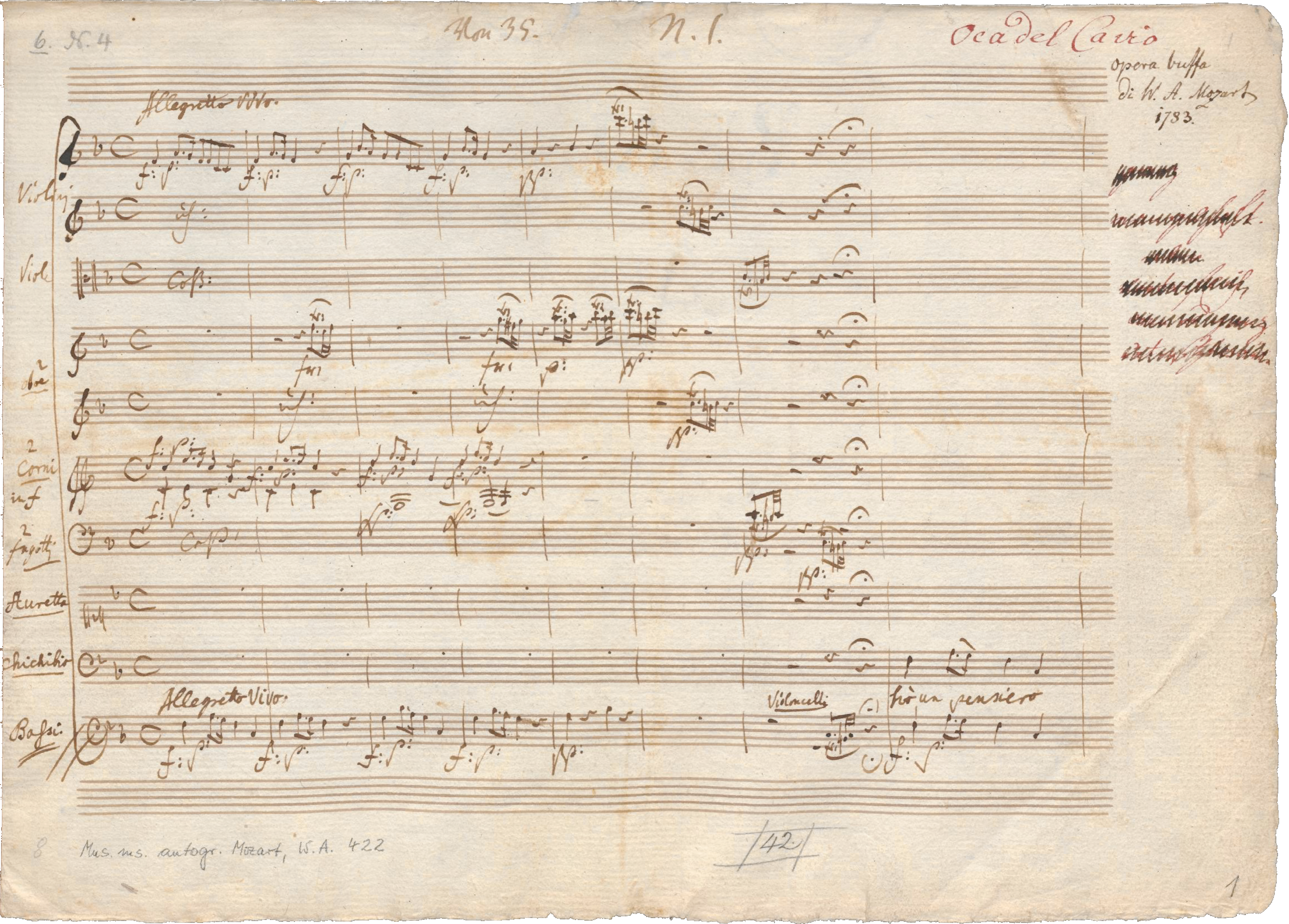
Manuscrit 1ère page

L'oca del Cairo, K.422 (L'Oie du Caire) est un opera buffa en trois actes, commencé par Wolfgang Amadeus Mozart en juillet 1783 mais abandonné en octobre. Le livret complet de Giambattista Varesco a été conservé.
Mozart termina sept des dix numéros du premier acte, plus quelques récitatifs ; sa musique dure environ 45 minutes.
La correspondance de Mozart montre qu'il cherchait un livret comique pour plaire aux Viennois, mais abandonna rapidement le livret de Varesco à cause de la stupidité de la fin, une copie grotesque[réf. nécessaire] de la légende du cheval de Troie.
La première représentation eut lieu le 8 juin 1867 au théâtre des Fantaisies-Parisiennes à Paris. Plusieurs versions ont été montées en adaptant d'autre musiques. La première exécution en concert eut lieu à Francfort en avril 1860 avec des morceaux de Lo sposo deluso et des arias de concert. Des fragments de ces deux opéras incomplets plus Der Schauspieldirektor ont été arrangés en Waiting for Figaro et joués en 2002 par le Bampton Classical Opera.

## Argument
Don Pippo, un marquis espagnol, garde sa fille unique Celidora enfermée dans sa tour. Elle est fiancée au comte Lionetto, mais son vrai amour est Biondello, un riche gentilhomme. Biondello parie avec le marquis que, s'il peut sauver Celidora de la tour dans le délai d'un an, il l'épousera.
Il réussit en pénétrant dans le jardin de la tour à l'intérieur d'une grande oie mécanique, nouveau cheval de Troie.

## Rôles
| Rôles                                                                     | Tessitures |
| ------------------------------------------------------------------------- | ---------- |
| Don Pippo                                                                 | basse      |
| Donna Pantea, sa femme que l'on croit morte                               | soprano    |
| Celidora                                                                  | soprano    |
| Biondello                                                                 | ténor      |
| Calandrino, neveu de Donna Pantea, ami de Biondello et amoureux de Lavina | ténor      |
| Lavina, compagne de Celidora                                              | soprano    |
| Chichibio, majordome de Don Pippo, amoureux d'Auretta                     | basse      |
| Auretta                                                                   | soprano    |

## Numéros musicaux
- no 1 Duetto Auretta-Chichibio « Così si fa »
- no 2 Aria d'Auretta « Se fosse qui nascono »
- no 3 Aria de Chichibio « Ogni momento dicon le donne »
- no 4 Aria e Terzetto Don Pippo-Auretta-Chichibio « Siano pronte alle granz nozze »
- no 4a Aria de Biondello « Che parli, che dica »
- no 5 Quartetto Celidora-Biondello-Lavina-Calandrino « S'oggi, oh dei, sperar mi fate »
- no 5a Duetto Chichibio-Auretta « Ho un pensiero nel cervello »
- no 6 Finale « Su via putti, presto, presto ! »

## Discographie sélective
- Complete Mozart Edition vol. 39 - L'oca del Cairo, Lo sposo deluso. Christine Schornsheim, Peter Schreier, Anton Scharinger, Pamela Coburn, Edith Wiens, Douglas Johnson, Dietrich Fischer-Dieskau,  Inga Nielsen, Orchestre de chambre Carl Philipp Emmanuel Bach, direction Peter Schreier, Philips B00000411K

## Pour approfondir